# Hassan Daoudi
Pour les articles homonymes, voir Daoudi.
Hassan Daoudi (en arabe : حسن الداودي) est un footballeur marocain né le 24 février 1981 à Casablanca. Il a notamment joué au Raja Club Athletic au poste d'attaquant.

## Palmarès
Raja Club Athletic :
- Vainqueur de la Coupe du trône en 2005.
- Vainqueur de la Ligue des Champions arabes en 2006.